# Allophylus dimorphus
Allophylus dimorphus är en kinesträdsväxtart som beskrevs av Ludwig Radlkofer. Allophylus dimorphus ingår i släktet Allophylus och familjen kinesträdsväxter. Inga underarter finns listade i Catalogue of Life.